# Son of Schmilsson
Son of Schmilsson è un album discografico di Harry Nilsson, pubblicato nel 1972 dalla RCA Victor.
Pensato originariamente come seguito di Nilsson Schmilsson, l'album risultò invece essere diverso dal precedente, in particolare per la varietà di generi e stili adottati da Nilsson nei suoi brani.
Le sessioni di registrazione per quest'album furono riprese quasi totalmente, su richiesta di Nilsson, per realizzare un documentario intitolato Did somebody drop his mouse?, che tuttavia non fu mai messo in commercio.

## Tracce
Lato A
1. Take 54 – 4:22 (Harry Nilsson)
2. Remember (Christmas) – 4:07 (Harry Nilsson)
3. Joy – 3:42 (Harry Nilsson)
4. Turn On Your Radio – 2:42 (Harry Nilsson)
5. You're Breakin' My Heart – 3:10 (Harry Nilsson)

Durata totale: 18:03
Lato B
1. Spaceman – 3:33 (Harry Nilsson)
2. The Lottery Song – 2:24 (Harry Nilsson)
3. At My Front Door – 2:46 (Ewart B. Abner, John C. Moore)
4. Ambush – 5:35 (Harry Nilsson)
5. I'd Rather Be Dead – 3:20 (Harry Nilsson, Richard Perry)
6. The Most Beautiful World In The World – 3:33 (Harry Nilsson)

Durata totale: 21:11

## Formazione
- Harry Nilsson - voce, pianoforte, Fender Rhodes, chitarra acustica
- Nicky Hopkins - pianoforte
- Klaus Voormann - basso, sax, chitarra elettrica
- Ray Cooper - percussioni
- Peter Frampton - chitarra elettrica, chitarra acustica
- George Harrison (accreditato come George Harrisong) - slide guitar (in You're Breakin' My Heart)
- Chris Spedding - bouzouki, chitarra acustica, chitarra elettrica
- Milt Holland - percussioni
- Red Rhodes - pedal steel guitar (in Joy)
- Henry Krein - fisarmonica (in I'd Rather Be Dead)
- Les Tatcher - chitarra (in The Most Beautiful World In The World)
- John Uribe - chitarra acustica, chitarra elettrica
- Ringo Starr (accreditato come Richie Snare) - batteria
- Richard Perry - percussioni
- Paul Keough - chitarra (in The Most Beautiful World In The World)
- Barry Morgan - batteria
- Lowell George - chitarra (in Take 54)
- Jim Price - tromba, trombone
- Bobby Keys - sax
- Pop Arts String Quartet - archi (in Remember (Christmas))
- Stepney & Pinner Choir Club No. 6 - cori (in I'd Rather Be Dead)
- The Henry Krein Quartet - sezione ritmica (in I'd Rather Be Dead)

Produzione
- Richard Perry - produttore
- Robin Cable - tecnico audio (missaggio finale e mastering)
- Ken Scott - tecnico audio ai Trident Studios
- Phillip MacDonald - tecnico audio agli Apple Studios
- Michael Putland - fotografia (copertina)
- Tom Hanley - fotografia
- Paul Misso - fotografia
- Peter Agapiou - grafica
- Acy Lehman - coordinamento

## Classifiche
Album
| Classifica (1972) | Posizione massima |
| ----------------- | ----------------- |
| Stati Uniti       | 12                |

Singoli
| Singolo  | Classifica (1972) | Posizione massima |
| -------- | ----------------- | ----------------- |
| Spaceman | Stati Uniti       | 23                |

## Certificazioni
| Nazione     | Certificazione | Data             |
| ----------- | -------------- | ---------------- |
| Stati Uniti | Oro            | 30 dicembre 1972 |